# Citi Open 2022
Die Citi Open 2022 waren ein Tennisturnier der WTA Tour 2022 für Damen und ein Tennisturnier der ATP Tour 2022 für Herren, welche zeitgleich vom 1. bis 7. August 2022 in Washington, D.C. stattfanden.

## Herrenturnier
→ Hauptartikel: Citi Open 2022/Herren
→ Qualifikation: Citi Open 2022/Herren/Qualifikation

## Damenturnier
→ Hauptartikel: Citi Open 2022/Damen
→ Qualifikation: Citi Open 2022/Damen/Qualifikation